# Явоненко Олександр Федотович
Яво́ненко Олекса́ндр Федо́тович (нар. 4 грудня 1939, с. Новомиколаївка Миколаївської області — помер 16 травня 2009, м. Чернігів) — український біолог, педагог, член-кореспондент АПН України з 1994.

## Життєпис
Народився 4 грудня 1939 року в с. Новомиколаївка Єланецького району Миколаївської області.
Закінчив зоотехнічний факультет Херсонського сільськогосподарського інституту ім. О. Д. Цюрупи (1962), аспірантуру при лабораторії обміну речовин Українського науково-дослідного інституту фізіології і біохімії сільськогосподарських тварин (м. Львів, 1966).
Працював асистентом кафедри анатомії, фізіології і біохімії Херсонського сільськогосподарського інституту (1962—1963), старшим науковим співробітником Київської дослідної станції тваринництва (1966—1967), старшим викладачем, завідувачем кафедри хімії (1967—1973), проректором з наукової роботи Херсонського державного педагогічного інституту (1973—1974).
З 1974 по 1982 рік — ректор Тернопільського педагогічного інституту.
З 1982 року — ректор Чернігівського державного педагогічного інституту ім. Т. Г. Шевченка (з 1998 року — університет).
З 2004 року — почесний ректор Чернігівського державного педагогічного університету ім. Т. Г. Шевченка.
Професор, доктор біологічних наук, відомий учений у галузі біохімії. Член-кореспондент Національної академії педагогічних наук України (з 1994 року). Дійсний член (академік) Міжнародної Кадрової Академії (з 1999 року). Член Президії Українського біохімічного товариства (з 1992 року). Керівник наукової школи біохіміків, що налічує декілька докторів та понад 10 кандидатів наук, які захистили дисертації під керівництвом О. Ф. Явоненка.
Помер і похований у м. Чернігові . 

## Нагороди та відзнаки
- Відмінник освіти України (1999)
- Заслужений працівник народної освіти УРСР (1991)
- орден Трудового Червоного Прапора (1978)
- орден «За заслуги» ІІІ ступеня (1999)
- медаль А. С.Макаренка (1981)
- медаль «Ветеран праці» (1986)
- медаль «За заслуги в образовании» (1999)
- Почесна грамота Кабінету Міністрів України (2003).

## Науковий вклад
Автор (співавтор) 179 наукових праць, у тому числі підручників з біохімії, зокрема:
- «Химия и биологическая химия», навчальний посібник, у співавторстві (1988);
- «Биохимия», навчальний посібник, у співавторстві (2001);
- «Практикум з біологічної хімії», навчальний посібник, у співавторстві (2003).